# Isabel Agatón Santander
Isabel Agatón Santander (Bogotá, Colombia 22 de marzo de 1969) es una poeta, jurista, escritora y profesora feminista colombiana. Promotora de la Ley Rosa Elvira Cely (Ley 1761 de 2015) por la cual se crea el delito de feminicidio en Colombia, integró la comisión redactora de la Ley 1257 de 2008 sobre violencias contra las mujeres. Jueza en los Tribunales de Conciencia de Justicia para las Mujeres en Nicaragua (2015) y El Salvador (2014 y 2015) en los que se juzgaron casos de violencia sexual y feminicidio convocados por la Red Feminista frente a la Violencia contra las Mujeres (REDFEM) y la Red Contra la Violencia de los respectivos países.

## Trayectoria
Magíster en Derecho de la Universidad Nacional de Colombia, especialista en Derechos Humanos y en Derecho Administrativo. Ha sido docente de la Maestría y Especialización de Asuntos de Género en la Escuela de Estudios de Género de la Universidad Nacional de Colombia. Participó en el proceso de consulta y revisión para la elaboración del Modelo de protocolo latinoamericano de investigación de las muertes violentas de mujeres por razones de género (femicidio/feminicidio) de la Oficina del Alto Comisionado de las Naciones Unidas para los Derechos Humanos para América Central en el 2013.
Cofundadora y Directora del Centro de Investigación en Justicia y Estudios Críticos del Derecho, CIJUSTICIA, organización galardonada con la Orden a la Mujer y la Democracia Policarpa Salavarrieta por la Comisión de Equidad para la Mujer del Congreso de la República de Colombia en marzo de 2013, por la defensa de los derechos de las mujeres en Colombia.

## Obras
- Por fin el silencio. Antología poética, IAS Editora, 2018.
- Si Adelita se fuera con otro: Del feminicidio y otros asuntos, Editorial TEMIS, 2017.
- Justicia de Género: un asunto necesario, Editorial TEMIS, 2013.
- Astromelias Amarillas o Veinte poemas de amor y un silencio desesperado, IAS Editora, 2007.
- Poemas a parte, IAS Editora, 2005.
- El tiempo de los girasoles, IAS Editora, 2003.

## Reconocimientos
- Uno de los personajes desarrollaron cambios que generaron un antes y un después en Colombia durante estos 35 años[2] (Revista Semana, 2017)
- Personaje de año[3] (El Espectador, 2017)
- Personaje del año[4] (Caracol Radio, 2017)